# フォード・コスワース・HBエンジン

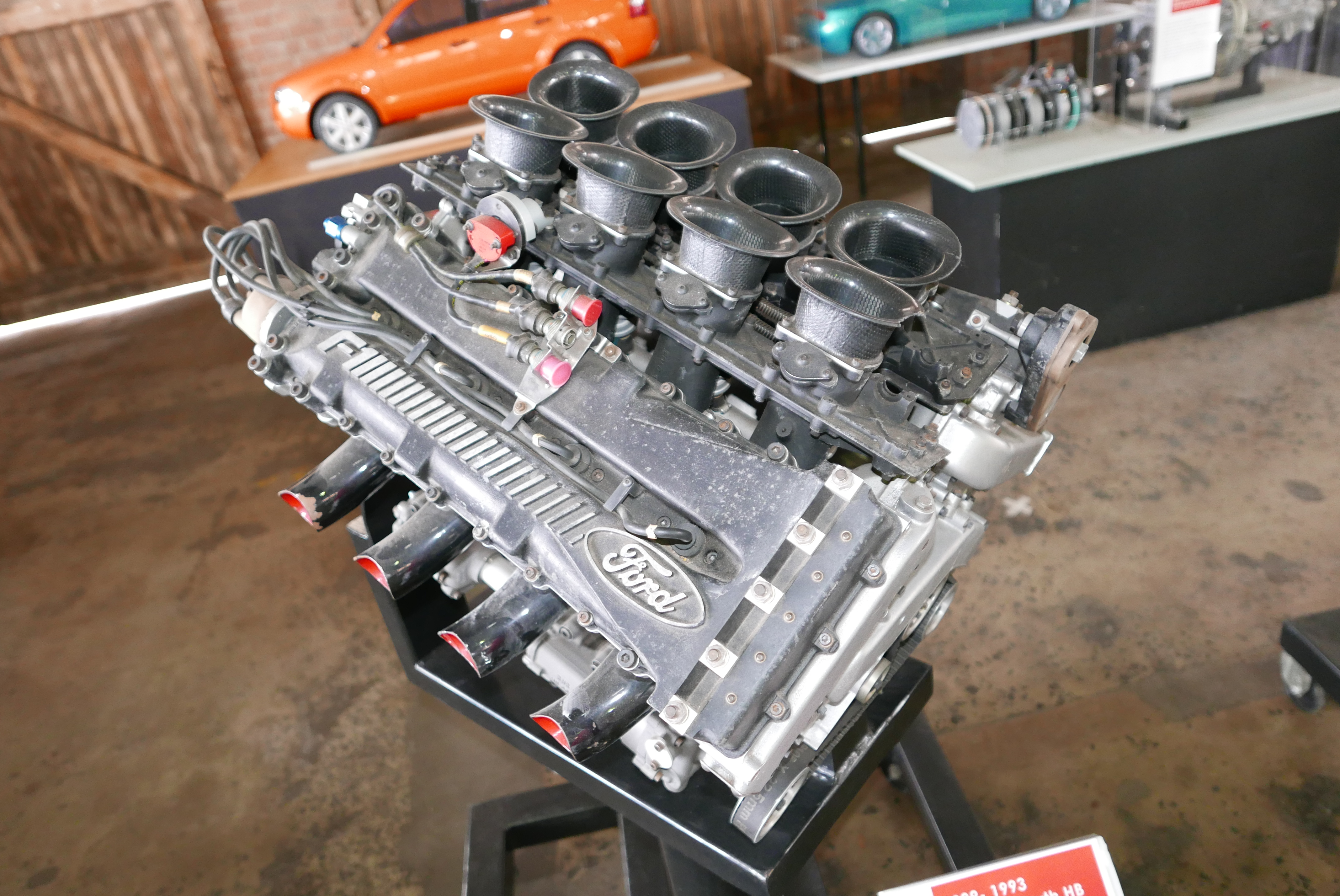
フォード・コスワース・HBエンジン

フォード・コスワース・HBエンジン(Ford cosworth HB engine)はフォードの資金提供を受けたコスワースによって製作されたフォーミュラ1 (F1) 用エンジン。

## 開発の経緯
ターボエンジンによって長年F1に君臨し続けたフォード・コスワース・DFVエンジンが駆逐された後、その発展系である「DFZ」、「DFR」がチームに供給されていたが、更なる速さを求め、まったく新しいエンジンをベネトンのために製作することになった。

## 歴史
HBエンジンの開発は、1987年のレギュレーション改正によって自然吸気（NA）エンジンの排気量上限が3,500ccとなったことに端を発している。それまで使用していたDFVやDFYは3,000ccのNAエンジンであったので、新たにエンジンを作る必要性に迫られた。そこで、DFVの改良版である「DFZ」や「DFR」(排気量3,500cc）が製作されたが、更に速さを求め、新設計エンジンである「HBシリーズ」を製作することになった。このエンジンはワークス・チームであるベネトンの新車「B189」と共に1989年開幕にデビューする予定だったが、エンジンの欠陥により、それはフランスGPまで待たなければならなかった。
1991年からジョーダンに供給されたのを皮切りに、1992年からは「DFR」に変わってカスタマー供給された。ワークスであるベネトンには1994年に新型ZETEC-Rが供給されたが、カスタマー供給は1994年まで行われ、1995年以降はレギュレーション変更により排気量が再び3,000ccとなったことに伴い、コスワースはHBエンジンのノウハウを使い、EDエンジンを新規開発し、供給した。しかしカスタマー供給の使用料は年間、日本円換算で約20億円以上と非常に高額だったと言われており、ワークス扱いのベネトン、資金が潤沢立ったマクラーレンを除いた中堅あるいは零細チームにおいて、激しい負担を強いていた。特に、チーム・ロータスの撤退の原因は1992年、翌1993年のHBエンジンの使用料による負債だったと言われており、1994年限りで撤退したラルースもチームの財政破綻の引鉄となったのは、HBエンジンの使用料であった。ミナルディはこの使用料の莫大さに不満を露にし、コスワースに減額の交渉を再三求めたが受け入れられず、1995年からのEDエンジンが、F3000用のDFVエンジンとほぼ同じ程度の性能しかない、極めて非力な代物になったことは、ミナルディの抗議に対しての当て付け、嫌がらせである、とミナルディは主張していた。
また1991年には、当時フォード傘下だったジャガーにもHBエンジンが供給された。このエンジンはスポーツカー世界選手権（SWC）に参戦するジャガー・XJR-14に搭載され、ジャガーが同年のSWCシリーズチャンピオンを獲得するのに貢献している。

## スペック
- 全長 595mm
- 全幅 591mm
- 全高 521mm
- 気筒数・角度 V型8気筒・75度
- バルブ数 DOHC4バルブ
- イグニッション・インジェクション コスワース
- スパークプラグ NGK,チャンピオン（チームで異なる）
- 燃料・潤滑油 モービル,BP,カストロール,アジップ,シェル,エルフ（チームで異なる）

## エンジンバージョン
HBエンジンは「HBシリーズ-」のように後ろにローマ数字を振ってバージョンを示している。1993年まで毎年ワークスチームに新型が投入され続けた。
- HBシリーズI 　ベネトン（1989年）
- HBシリーズII 　ベネトン（1989年）
- HBシリーズIII 　ベネトン（1990年）、ジョーダン（1991年）
- HBシリーズIV 　ベネトン（1990年 - 1991年）、ジョーダン（1991年）
- HBシリーズV 　ベネトン（1991年）、ロータス（1992年）、フォンドメタル（1992年）、マクラーレン（1993年）、シムテック（1994年）
- HBシリーズVI 　ベネトン（1991年,1993年）、ロータス（1993年）、ミナルディ（1993年〜1994年）、シムテック（1994年）
- HBシリーズVII 　ベネトン（1992年 - 1993年）、マクラーレン（1993年）、ミナルディ（1994年）、ラルース（1994年）
- HBシリーズVIII 　ベネトン（1993年）、マクラーレン（1993年）、フットワーク（1994年）、

最新型エンジンは基本的にワークス契約を結んでいたベネトンに供給され、カスタマー供給のチームには原則ワークスの1〜2バージョン落ちのスペックのエンジンが供給された。しかし、1993年はベネトン、マクラーレン、フォード3者の合意により、第9戦イギリスGPからはマクラーレンへもワークス供給の体制が取られた。
シリーズVIとシリーズVIIIについては、それぞれシリーズV、シリーズVIIの高回転型仕様として開発されたこともありピーキーなトルク特性を持つため、供給を受けるチームではサーキットの特性により使い分けが行なわれた。

## 記録
- F1での優勝回数　10回
- 初優勝　1989年　日本GP　
  - ドライバー　アレッサンドロ・ナニーニ
  - コンストラクター　ベネトン・フォード
- ポールポジション　1回　1993年　オーストラリアGP
  - ドライバー　アイルトン・セナ
  - コンストラクター　マクラーレン・フォード
- 最後の優勝　1993年　オーストラリアGP
  - ドライバー　アイルトン・セナ
  - コンストラクター　マクラーレン・フォード
- 総合優勝（ドライバー）0回
- 総合優勝（コンストラクター）0回

## 供給チーム
- ベネトン　(1989年 - 1993年)
- ジョーダン　(1991年)
- フォンドメタル　(1992年)
- ロータス　(1992年 - 1993年)
- マクラーレン　(1993年)
- ミナルディ　(1993年 - 1994年)
- フットワーク　(1994年)
- ラルース　(1994年)
- シムテック　(1994年)